# Just Dance (saga)

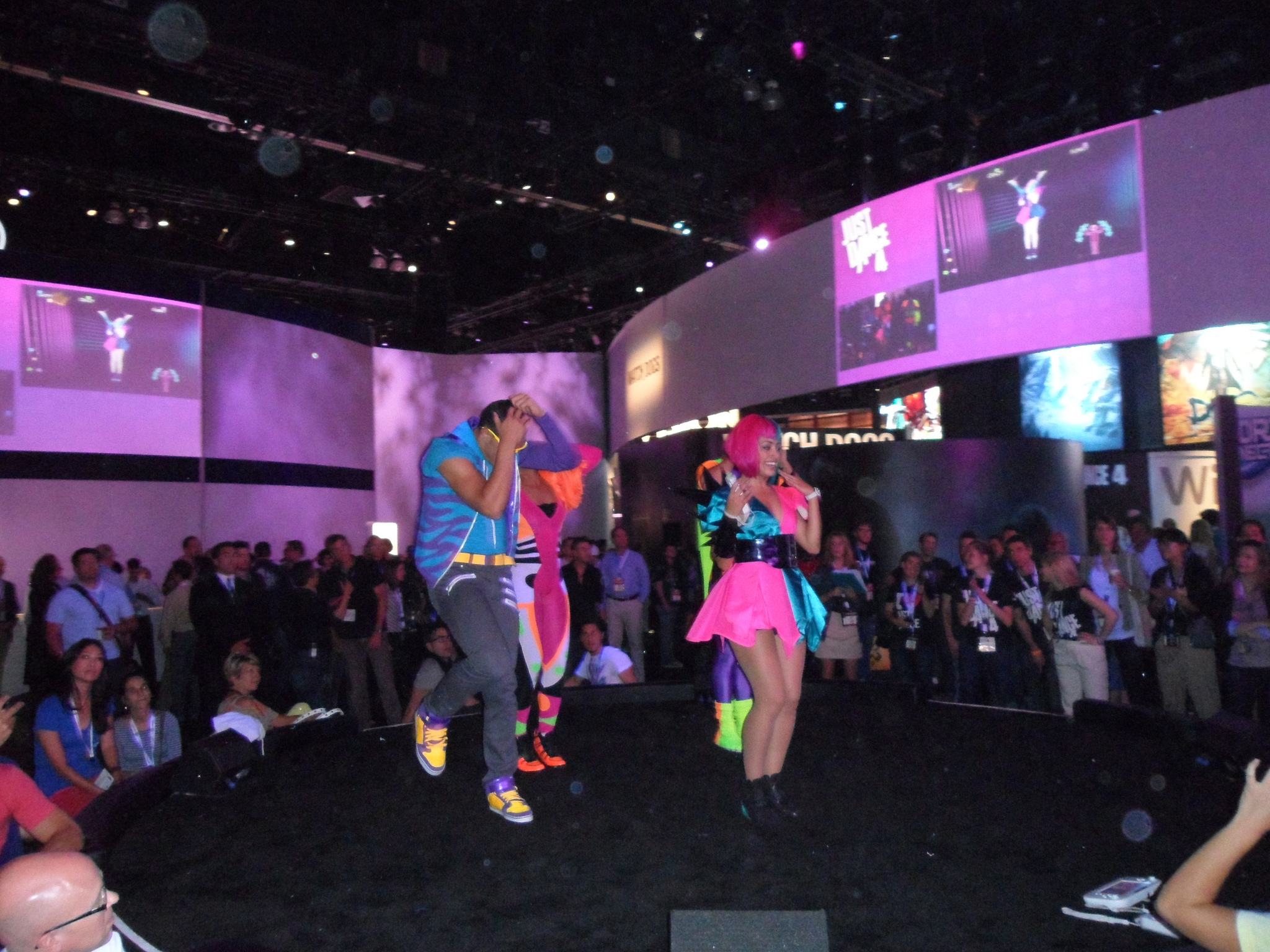
Escena de Just Dance 4

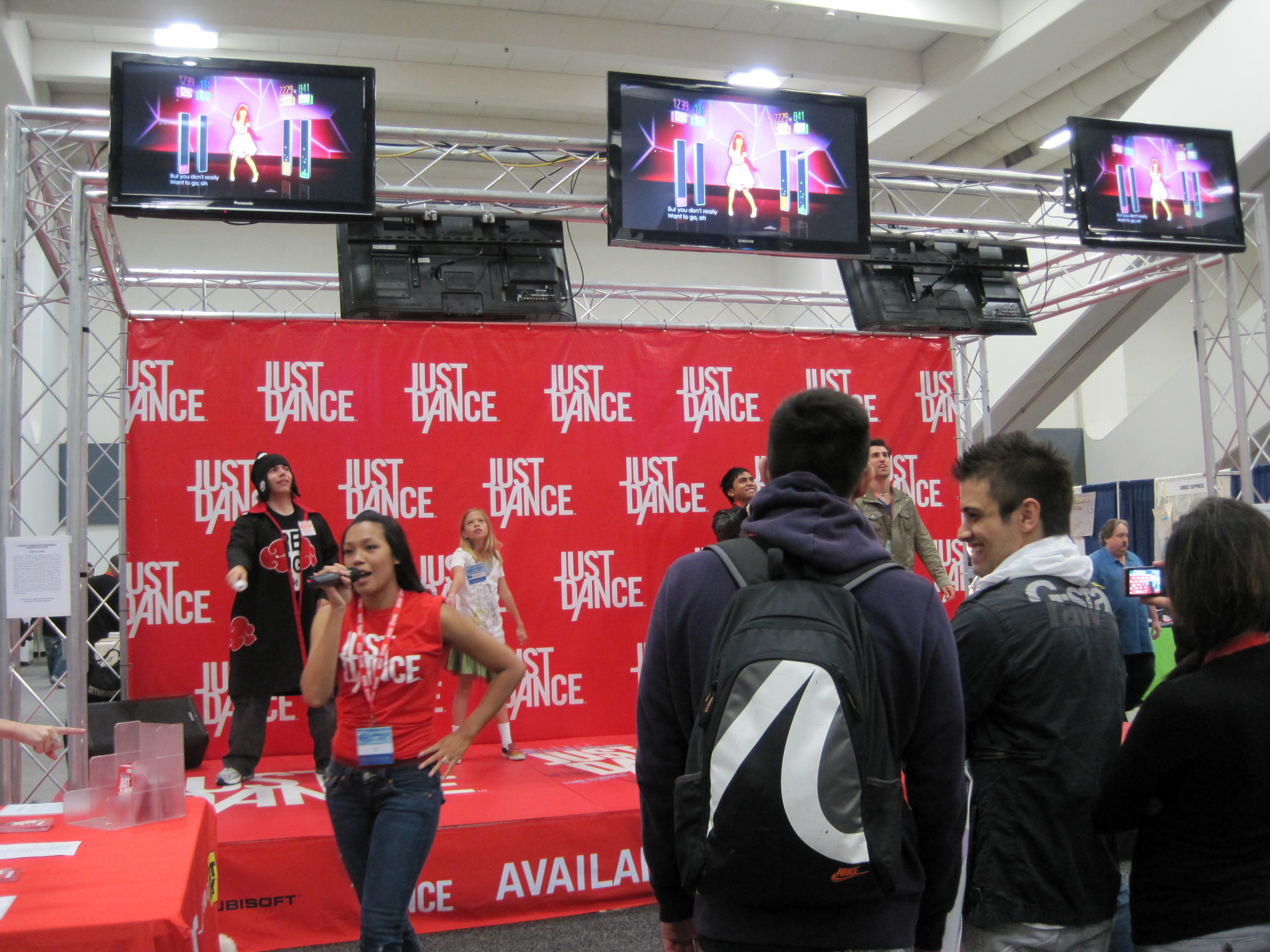
Demostració del joc a WonderCon

Just Dance és una saga de videojocs musicals creada per Ubisoft. Les entregues són disponibles en diferents consoles com la Wii, Wii U, Xbox 360 i Play Station. El primer joc (Just Dance) va ser llançat a Europa el 27 d'octubre del 2009. Es pot jugar en mode individual o en mode multi jugador, fins a un màxim de quatre persones (Wii) i fins a un màxim de sis jugadors (Xbox 360).
Just Dance és un joc de ball basat en els moviments dels diferents jugadors; cada joc conté cançons diferents, cadascuna amb una coreografia pròpia. En cada cançó, els jugadors imiten un ball, seguint les ordres que apareixen en pantalla, i rebent punts segons els seus encerts.

## Just Dance[2]
Aquest és el primer joc de la saga (només disponible per a la consola Wii). En el moment de llançar-lo va rebre moltes crítiques negatives. Metacritic va puntuar el joc en 4,9 en una escala de 10, afegint que sovint no detectava bé el moviment del jugador i criticant el sistema de classificació. No obstant, va aconseguir un nivell molt alt de vendes al Regne Unit. El 2010 el joc d'Ubisoft ja havia arribat a 4 milions de vendes en tot el món, sent el joc de ball més conegut fins al moment. Aquest èxit de vendes és degut a la introducció de noves cançons com Womanizer (Britney Spears) o Hot N Cold (Katy Perry).
| Cançó                        | Artista                                        | Número i sexe dels ballarins |
| ---------------------------- | ---------------------------------------------- | ---------------------------- |
| Acceptable in the 80s        | Calvin Harris                                  | Noia                         |
| A Little Less Conversation   | Elvis Presley                                  | Noi                          |
| Bebe                         | Divine Brown                                   | Noia                         |
| Can't Get You Out of My Head | Kylie Minogue                                  | Noia                         |
| Cotton Eye Joe               | Rednex                                         | Noia                         |
| DARE                         | Gorillaz                                       | Noi                          |
| Eye of the Tiger             | Survivor                                       | Noia                         |
| Fame                         | Irene Cara                                     | Noia                         |
| Funplex                      | The B-52's                                     | Noia                         |
| Girls & Boys                 | Blur                                           | Noia                         |
| Girls Just Want to Have Fun  | Cyndi Lauper                                   | Noia                         |
| Groove Is in the Heart       | Deee-Lite                                      | Noia                         |
| Heart of Glass               | Blondie                                        | Noia                         |
| Hot N Cold                   | Katy Perry                                     | Noia                         |
| I Get Around                 | The Beach Boys                                 | Noi                          |
| I Like to Move It            | Reel 2 Real                                    | Noia                         |
| Jerk It Out                  | Caesars                                        | Noi                          |
| Jin-Go-Lo-Ba                 | Babatunde Olatunji                             | Noia                         |
| Kids in America              | Kim Wilde                                      | Noia                         |
| Le Freak                     | Chic                                           | Noia                         |
| Louie Louie                  | Iggy Pop                                       | Noi                          |
| Lump                         | The Presidents of the United States of America | Noi                          |
| Mashed Potato Time           | Dee Dee Sharp                                  | Noia                         |
| Pump Up the Jam              | Technotronic                                   | Noi                          |
| Ring My Bell                 | Anita Ward                                     | Noia                         |
| Step By Step                 | New Kids on the Block                          | Noi                          |
| Surfin' Bird                 | The Trashmen                                   | Noi                          |
| That's the Way (I Like It)   | KC and the Sunshine Band                       | Noi                          |
| U Can't Touch This           | MC Hammer                                      | Noi                          |
| Wannabe                      | Spice Girls                                    | Noia                         |
| Who Let the Dogs Out?        | Baha Men                                       | Noi                          |
| Womanizer                    | Britney Spears                                 | Noia                         |

## Just Dance 2[4]

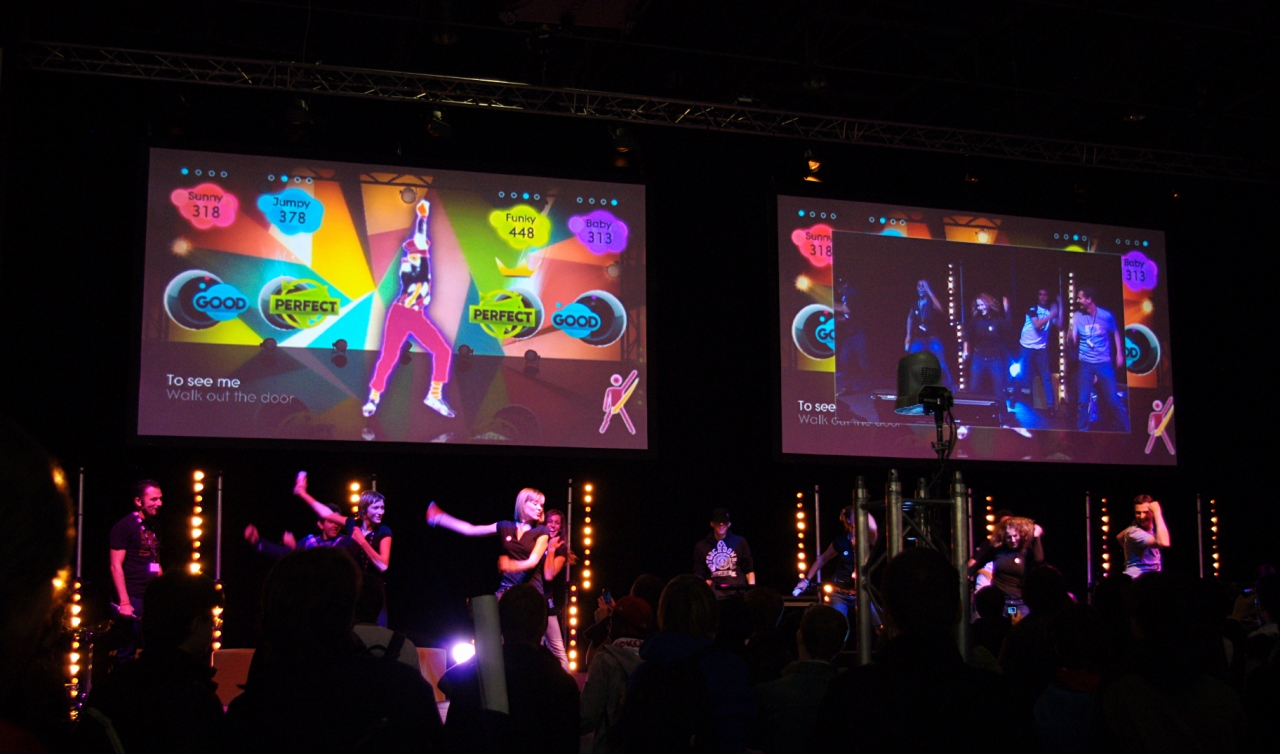
Presentació del joc a la Games Week de París, el 2010

Aquest segon joc (només disponible per a la consola Wii) és un dels més venuts de la saga Just Dance. Just Dance 2, llançat l'octubre de 2010, inclou 44 cançons, i fou el primer i únic joc on hi podien jugar 8 persones alhora. Entre les cançons hi ha temes de Ke$ha, Outkast, The Pussycat Dolls, Wham!, Avril Lavigne, Mika i Rihanna.
| Cançó                                      | Artista                                                  | Número i sexe dels ballarins |
| ------------------------------------------ | -------------------------------------------------------- | ---------------------------- |
| A-Punk                                     | Vampire Weekend                                          | 1 noi/1 noia                 |
| Alright                                    | Supergrass                                               | 1 noi/1 noia                 |
| Baby Girl                                  | Reggaeton                                                | Noi                          |
| Big Girl (You Are Beautiful)               | Mika                                                     | Noia                         |
| Body Movin' (Fatboy Slim Remix)            | The Beastie Boys                                         | Noia                         |
| Call Me                                    | Blondie                                                  | Noia                         |
| Cosmic Girl                                | Jamiroquai                                               | Noia                         |
| Crazy in Love                              | Beyonce feat. JAY-Z                                      | Noia                         |
| D.A.N.C.E.                                 | Justice                                                  | Noia                         |
| Dagomba                                    | Sorcerer                                                 | Noi                          |
| Funkytown (BBE)                            | Lipps Inc.                                               | Noi                          |
| Girlfriend                                 | Avril Lavigne                                            | 2 noies                      |
| Hey Ya!                                    | OutKast                                                  | Noi                          |
| Holiday                                    | Madonna                                                  | Noia                         |
| Hot Stuff                                  | Donna Summer                                             | 1 noi/1 noia                 |
| Idealistic                                 | Digitalism                                               | Noia                         |
| I Got You (I Feel Good)                    | James Brown                                              | Noi                          |
| Iko Iko                                    | Mardi Gras                                               | Noi                          |
| It's Raining Men                           | The Weather Girls                                        | Noia                         |
| I Want You Back                            | The Jackson 5                                            | Noi                          |
| Jai Ho! (You Are My Destiny) (BBE)         | A R Rahman & The Pussycat Dolls feat. Nicole Scherzinger | Noia                         |
| Jump                                       | Kris Kross                                               | 2 nois                       |
| Jump in the Line                           | Harry Belafonte                                          | 1 noi/1 noia                 |
| Jungle Boogie                              | Kool & the Gang                                          | Noi                          |
| Katti Kalandal                             | Bollywood                                                | 1 noi/1noia                  |
| Monster Mash                               | Bobby Picket                                             | Noi                          |
| Move Your Feet                             | Junior Senior                                            | Noi                          |
| Mugsy Baloney                              | Charleston                                               | 1 noi/ 1 noia                |
| Proud Mary                                 | Ike Turner & Tina Turner                                 | Noia                         |
| Rasputin                                   | Boney M.                                                 | Noi                          |
| Rockafeller Skank                          | Fatboy Slim                                              | Noi                          |
| SOS                                        | Rihanna                                                  | Noia                         |
| Satisfaction                               | Benny Benassi presents "The Biz"                         | Noi                          |
| Should I Stay or Should I Go (BBE)         | The Clash                                                | Noi                          |
| Soul Bossa Nova                            | Quincy Jones and His Orchestra                           | 1 noi/1 noia                 |
| Sway                                       | Marine Band                                              | 1 noi/1 noia                 |
| Sympathy for the Devil (Fatboy Slim Remix) | The Rolling Stones                                       | Noia                         |
| Take Me Out                                | Franz Ferdinand                                          | Noia                         |
| That's Not My Name                         | The Ting Tings                                           | Noia                         |
| The Power                                  | Snap!                                                    | Noi                          |
| The Shoop Shoop Song (It's in His Kiss)    | Cher                                                     | 2 noies                      |
| Tik Tok                                    | Ke$ha                                                    | Noia                         |
| Toxic                                      | Britney Spears                                           | Noia                         |
| Viva Las Vegas                             | Elvis Presley                                            | Noi                          |
| Wake Me Up Before You Go-Go                | Wham!                                                    | Noia                         |
| Walk Like An Egyptian                      | The Bangles                                              | Noia                         |
| When I Grow Up                             | The Pussycat Dolls                                       | Noia                         |

## Just Dance 3[6]
És el primer Just Dance que quan va sortir a la venda ja estava disponible per altres consoles a part de la Wii. Va sortir a la venda l'11 d'octubre de 2011 i va arribar a un rècord de vendes de 9,8 milions de còpies (el més venut de tota la saga). Aquest Just Dance és molt similar a l'anterior, però permet quartets, és a dir, quatre persones poden ballar alhora, i conté mash-ups barrejant dos cantants de diferents cançons. A la versió per a Xbox 360, Just Dance 3 permet que els jugadors gravin les seves pròpies coreografies i les puguin compartir i ballar posteriorment.
| Cançó                                      | Artista                                   | Número i sexe dels ballarins |
| ------------------------------------------ | ----------------------------------------- | ---------------------------- |
| Airplanes                                  | B.o.B amb Hayley Williams                 | Noi                          |
| Apache (Jump On It)                        | The Sugarhill Gang                        | Noi                          |
| Are You Gonna Go My Way                    | Lenny Kravitz                             | Noi                          |
| Baby One More Time                         | Britney Spears                            | 4 noies                      |
| Baby Zouk                                  | Dr. Creole                                | 1 noi/1 noia                 |
| Barbra Streisand                           | Duck Sauce                                | 1 noi/1 noia                 |
| Beautiful Liar                             | Beyoncé & Shakira                         | 2 noies                      |
| Boogie Wonderland                          | Earth, Wind & Fire                        | 2 nois/2 noies               |
| Boom                                       | MC Mágico & Alex Wilson (Reggaeton Storm) | Noia                         |
| California Gurls                           | Katy Perry amb Snoop Dogg                 | Noia                         |
| Crazy Little Thing Called Love             | Queen                                     | 1 noi/1 noia                 |
| Da Funk                                    | Daft Punk                                 | 2 nois                       |
| Dance All Nite                             | Anja                                      | Noia                         |
| Dynamite                                   | Taio Cruz                                 | 2 nois/2 noies               |
| E.T.                                       | Katy Perry                                | Noia                         |
| Forget You                                 | Cee Lo Green                              | Noi                          |
| Giddy On Up                                | Laura Bell Bundy                          | Noia                         |
| Gonna Make You Sweat (Everybody Dance Now) | C+C Music Factory                         | Noi                          |
| Hey Boy Hey Girl                           | The Chemical Brothers                     | Noi                          |
| Hungarian Dance No. 5                      | Johannes Brahms                           | 1 noi/1 noia                 |
| I Feel Love                                | Donna Summer                              | Noia                         |
| I Don't Feel Like Dancin'                  | Scissor Sisters                           | Noi                          |
| I'm So Excited                             | The Pointer Sisters                       | Noia                         |
| I Was Made for Lovin' You                  | Kiss                                      | 3 nois/1 noia                |
| Jamaican Dance                             | Konshens                                  | 1 noi/1 noia                 |
| Jump (for My Love)                         | Girls Aloud                               | 2 noies                      |
| Kurio ko uddah le jana                     | Bollywood Rainbow                         | 1 noi/1 noia                 |
| Land of a Thousand Dances                  | Wilson Pickett                            | Noi                          |
| Let's Go to the Mall                       | Robin Sparkles (Cobie Smulders)           | Noia                         |
| Lollipop                                   | Mika                                      | Noia                         |
| Mamasita                                   | Latino Sunset                             | 1 noi/1 noia                 |
| Marcia Baila                               | Les Rita Mitsouko                         | Noia                         |
| Night Boat To Cairo                        | Madness                                   | 3 nois/1 noia                |
| No Limit                                   | 2 Unlimited                               | 1 noi/1 noia                 |
| Only Girl (In the World)                   | Rihanna                                   | Noia                         |
| Party Rock Anthem                          | LMFAO con Lauren Bennett & GoonRock       | Noi                          |
| Pata Pata                                  | Miriam Makeba                             | 2 noies                      |
| Price Tag                                  | Jessie J con B.o.B                        | Noia                         |
| Promiscuous                                | Nelly Furtado con Timbaland               | 1 noi/1 noia                 |
| Pump It                                    | The Black Eyed Peas                       | Noia                         |
| Satellite                                  | Lena Meyer-Landrut                        | Noia                         |
| She's Got Me Dancing                       | Tommy Sparks                              | Noi                          |
| Somethin' Stupid                           | Robbie Williams amb Nicole Kidman         | 1 noi/1 noia                 |
| Spectronizer                               | Sentai Express                            | 3 nois/1 noia                |
| Take On Me                                 | A-ha                                      | Noi                          |
| Teenage Dream                              | Katy Perry                                | Noia                         |
| The Master Blaster                         | Inspector Marceau                         | 1 noi/1 noia                 |
| Think                                      | Aretha Franklin                           | Noia                         |
| This Is Halloween                          | Danny Elfman                              | 2 nois/2 noies               |
| Tightrope                                  | Janelle Monáe                             | Noia                         |
| Venus                                      | Bananarama                                | Noia                         |
| Video Killed the Radio Star                | The Buggles                               | Noi                          |
| What You Waiting For?                      | Gwen Stefani                              | Noia                         |

## Just Dance 4[8]
Just Dance 4 es va llançar el 2 d'octubre del 2012 per a les mateixes consoles que l'anterior joc, a més de la Wii U. Pel que fa als gràfics i a la música és molt semblant al tercer joc de la saga.
| Cançó                                        | Artista                                 | Número i sexe dels ballarins |
| -------------------------------------------- | --------------------------------------- | ---------------------------- |
| (I've Had) The Time of My Life               | Bill Medley i Jennifer Warnes           | 1 noi/1 noia                 |
| Ain't No Other Man                           | Christina Aguilera                      | Noia                         |
| Asereje (The Ketchup Song)                   | Las Ketchup                             | 2 noies                      |
| Beauty and a Beat                            | Justin Bieber feat. Nicki Minaj         | Noi                          |
| Beware of the Boys (Mundian To Bach Ke)      | Panjabi MC                              | 4 noies                      |
| Brand New Start                              | Anja                                    | Noia                         |
| Call Me Maybe                                | Carly Rae Jepsen                        | Noia                         |
| Can't Take My Eyes Off You"                  | Boys Town Gang                          | 2 noies                      |
| Cercavo Amore                                | Emma                                    | Noia                         |
| Crazy Little Thing                           | Anja                                    | Noia                         |
| Crucified                                    | Army of Lovers                          | 2 nois/2 noies               |
| Diggin' in the Dirt                          | Stefanie Heinzmann                      | Noia                         |
| Disturbia                                    | Rihanna                                 | 1 noi/1 noia                 |
| Domino                                       | Jessie J                                | Noia                         |
| Everybody Needs Somebody to Love             | The Blues Brothers                      | 2 nois                       |
| Good Feeling                                 | Flo Rida                                | Noi                          |
| Good Girl                                    | Carrie Underwood                        | Noia                         |
| Hit 'Em Up Style (Oops!)                     | Blu Cantrell                            | Noia                         |
| Hot For Me                                   | A.K.A                                   | Noia                         |
| I Like It                                    | The Blackout All-Stars                  | 1 noi/1 noia                 |
| Istanbul (Not Constantinople)                | They Might Be Giants                    | 3 nois/1 noia                |
| Jailhouse Rock                               | Elvis Presley                           | 2 nois/2 noies               |
| Livin' la Vida Loca                          | Ricky Martin                            | Noi                          |
| Love You Like a Love Song                    | Selena Gomez & the Scene                | Noia                         |
| Maneater                                     | Nelly Furtado                           | Noia                         |
| Make the Party (Don't stop)                  | Bunny Beatz                             | Noi                          |
| Mas que Nada                                 | Sérgio Mendes feat. The Black Eyed Peas | Noia                         |
| Moves Like Jagger                            | Maroon 5 feat. Christina Aguilera       | Noi                          |
| Mr. Saxobeat                                 | Alexandra Stan                          | 1 noi/1 noia                 |
| Never Gonna Give You Up                      | Rick Astley                             | Noi                          |
| Oh No!                                       | Marina and the Diamonds                 | Noia                         |
| On the Floor                                 | Jennifer Lopez feat. Pitbull            | 1 noi/1 noia                 |
| Oops!... I Did It Again                      | Britney Spears                          | 4 noies                      |
| Rock n' Roll (Will Take You to the Mountain) | Skrillex                                | Noi                          |
| Rock Lobster                                 | The B-52's                              | 1 noi/1 noia                 |
| Run the Show                                 | Kat DeLuna feat. Busta Rhymes           | 2 noies                      |
| So What                                      | Pink                                    | Noia                         |
| Some Catchin' Up to Do                       | Sammy                                   | Noia                         |
| Super Bass                                   | Nicki Minaj                             | Noia                         |
| Superstition                                 | Stevie Wonder                           | Noi                          |
| The Final Countdown                          | Europe                                  | 2 nois                       |
| Time Warp                                    | Cast of The Rocky Horror Picture Show   | 2 nois/2 noies               |
| Tribal Dance                                 | 2 Unlimited                             | 1 noi/1 noia                 |
| Umbrella                                     | Rihanna                                 | Noia                         |
| Want U Back                                  | Cher Lloyd feat. Astro                  | Noia                         |
| We No Speak Americano                        | Yolanda Be Cool and DCUP                | Noi                          |
| What Makes You Beautiful                     | One Direction                           | 4 nois                       |
| Wild Wild West                               | Will Smith                              | 2 nois/2 noies               |
| You Make Me Feel...                          | Cobra Starship feat. Sabi               | Noia                         |
| You're the First, the Last, My Everything    | Barry White                             | 4 nois                       |

## Just Dance 2014[9]
El joc va sortir a la venda l'1 d'octubre del 2013 a Europa. El seu format és molt semblant a tots els altres de la saga. A la versió per la Xbox 360 hi poden ballar fins a 6 persones a la vegada, i a la Wii hi ha un format de karaoke. En aquest Just Dance es pot jugar en línia, amb jugadors de tot el món ballant la mateixa cançó i competint per guanyar més punts i sumar posicions al rànquing. També poden compartir els seus balls a l'opció AutoDance.
| Cançó                                       | Artista                               | Número i sexe dels ballarins |
| ------------------------------------------- | ------------------------------------- | ---------------------------- |
| 99 Luftballons                              | Nena                                  | 1 noi/1 noia                 |
| Alfonso Signorini (Eroe Nazionale)          | Fedez                                 | Noi                          |
| Applause                                    | Lady Gaga                             | Noia                         |
| Aquarius/Let the Sunshine In                | The 5th Dimension                     | 2 noies                      |
| Blame It on the Boogie                      | Mick Jackson                          | 2 nois/2 noies               |
| Blurred Lines                               | Robin Thicke feat. Pharrell Williams  | 2 nois                       |
| C'mon                                       | Ke$ha                                 | 1 noi/1 noia                 |
| Candy                                       | Robbie Williams                       | 1 noi/1 noia                 |
| Careless Whisper                            | George Michael                        | 1 noi/1 noia                 |
| Could You Be Loved                          | Bob Marley                            | 2 noies                      |
| Dançando                                    | Ivete Sangalo                         | Noia                         |
| Dance (Pop Version)                         | Tal                                   | Noia                         |
| Feel So Right                               | Imposs feat. Konshens                 | Noia                         |
| Feel This Moment                            | Pitbull feat. Christina Aguilera      | Noia                         |
| Fine China                                  | Chris Brown                           | Noi                          |
| Flashdance... What a Feeling                | Irene Cara                            | Noia                         |
| Follow the Leader                           | Wisin and Yandel feat. Jennifer Lopez | Noia                         |
| Gentleman                                   | PSY                                   | Noi                          |
| Gimme! Gimme! Gimme! (A Man After Midnight) | ABBA                                  | Noia                         |
| Get Lucky                                   | Daft Punk feat. Pharrell Williams     | 2 nois                       |
| Ghostbusters                                | Ray Parker, Jr.                       | 4 nois                       |
| I Kissed a Girl                             | Katy Perry                            | Noia                         |
| I Will Survive                              | Gloria Gaynor                         | Noia                         |
| In The Summertime                           | Mungo Jerry                           | 2 nois/2 noies               |
| Isidora                                     | Bog Bog Orkestar                      | Noi                          |
| It's You                                    | Duck Sauce                            | Noi                          |
| Just a Gigolo                               | Louis Prima                           | 1 noi/1 noia                 |
| Just Dance                                  | Lady Gaga feat. Colby O'Donis         | Noia                         |
| Kiss You                                    | One Direction                         | 4 nois                       |
| Limbo                                       | Daddy Yankee                          | 1 noi/1 noia                 |
| Love Boat                                   | Jack Jones                            | Noi                          |
| María                                       | Ricky Martin                          | Noi                          |
| Miss Understood                             | Sammie                                | Noia                         |
| Moskau                                      | Dschinghis Khan                       | 1 noi/1 noia                 |
| Nitro Bot                                   | Sentai Express                        | 1 noi/1 noia                 |
| Pound The Alarm                             | Nicki Minaj                           | 4 noies                      |
| Prince Ali                                  | Repartiment de l'Aladdin de Disney    | 3 nois/1 noia                |
| Rich Girl                                   | Gwen Stefani feat. Eve                | Noia                         |
| Safe and Sound                              | Capital Cities                        | Nois/noies                   |
| She Wolf (Falling to Pieces)                | David Guetta feat. Sia                | Noia                         |
| Starships                                   | Nicki Minaj                           | Noia                         |
| thatPOWER                                   | will.i.am feat. Justin Bieber         | 2 nois/2 noies               |
| The Other Side                              | Jason Derulo                          | Noi                          |
| The Way                                     | Ariana Grande feat. Mac Miller        | 1 noi/1 noia                 |
| Troublemaker                                | Olly Murs feat. Flo Rida              | Noi                          |
| Turn up the Love                            | Far East Movement feat. Cover Drive   | 1 noi/1 noia                 |
| Waking Up in Vegas                          | Katy Perry                            | Noia                         |
| Where Have You Been                         | Rihanna                               | Noia                         |
| Wild                                        | Jessie J feat. Big Sean               | Noia                         |
| Y.M.C.A.                                    | Village People                        | 4 nois                       |

## Just Dance 2015[10]
El joc va sortir a la venda el 21 d'octubre del 2014 a Nord-amèrica, el 23 del mateix mes a Europa i el 24 al Regne Unit. Va desenvolupar-se per a la Wii, WiiU, Xbox 360, Xbox One, PS3 i PS4. Ubisoft va tornar a incorporar la World Dance Floor, un mode multijugador en línea, però aquest cop millorat. També van millorar l'Autodance, que grava als jugadors mentre ballen amb l'objectiu de poder compartir aquests balls amb la resta de la comunitat Just Dance. D'altra banda, el mode Karaoke permet als jugadors cantar seguint la lletra de la cançó i rebre més punts durant la partida. A més, a les versions de PlayStation 4 i Xbox One pots utilitzar un telèfon intel·ligent com a mètode alternatiu per poder jugar.
| Cançó                             | Artista                                                 | Número i sexe dels ballarins |
| --------------------------------- | ------------------------------------------------------- | ---------------------------- |
| 4x4                               | Miley Cyrus                                             | 2 nois / 2 noies             |
| Addicted to you                   | Avicii                                                  | Noia                         |
| Ain’t No Mountain High Enough     | Marvin Gaye & Tammi Terrell                             | 1 noi / 1 noia               |
| Bailando                          | Enrique Iglesias feat. Descemer Bueno i Gente de Zona   | 1 noi / 1 noia               |
| Bang Bang                         | Jessie J, Ariana Grande & Nicki Minaj                   | 4 noies                      |
| Best song ever                    | One Direction                                           | 4 nois                       |
| Birthday                          | Katy Perry                                              | Noia                         |
| Black Widow                       | Iggy Azalea feat. Rita Ora                              | Noia                         |
| Built for this                    | Becky G.                                                | Noia                         |
| Burn                              | Ellie Goulding                                          | Noia                         |
| Dark Horse                        | Katy Perry                                              | 2 nois o 2 noies / 1 noia    |
| Diamonds                          | Rihanna                                                 | Noia                         |
| Don’t Worry Be Happy              | Bobby McFerrin (The Bench Men)                          | 3 nois                       |
| Epic Sirtaki                      | The Bouzouki's                                          | 3 nois                       |
| Fatima                            | Cheb Salama                                             | Noia                         |
| Get Low                           | Dillon Francis feat. DJ Snake                           | 1 noi / 1 noia               |
| Happy                             | Pharrell Williams                                       | Noi                          |
| Holding Out For A Hero            | Bonnie Tyler                                            | Noi                          |
| I Love It                         | Icona Pop feat. Charli XCX                              | Noia                         |
| It’s My Birthday                  | will.i.am feat. Cody Wise                               | 2 nois / 1 noia              |
| Let It Go                         | Disney's Frozen                                         | 2 noies                      |
| Love is All                       | Roger Glover & the Butterfly Ball (The Sunlight Shaker) | 1 noi / 1 noia               |
| Love Me Again                     | John Newman                                             | Noi                          |
| Macarena (Bayside Boys Mix)       | Los del Río (The Girly Team)                            | 4 noies                      |
| Mahna Mahna                       | Frankie Bostello                                        | 1 noi / 2 noies              |
| Maps                              | Maroon 5                                                | Noia                         |
| Me And My Broken Heart            | Rixton                                                  | 1 noi/1 noia                 |
| Never Can Say Goodbye             | Gloria Gaynor                                           | Noia                         |
| Nitro Bot                         | Sentai Express                                          | 1 noi / 1 noia               |
| Only You (And You Alone)          | The Platters (Love Letter)                              | 1 noi / 1 noia               |
| Problem                           | Ariana Grande feat. Iggy Azalea & Big Sean              | Noia                         |
| Speedy Gonzales                   | David Dante (Los Pimientos Locos)                       | 1 noi / 1 noia               |
| She Looks So Perfect              | 5 Seconds of Summer                                     | 4 nois                       |
| Summer                            | Calvin Harris                                           | Noi                          |
| Tetris                            | Hirokazu Tanaka (Dancing Bros.)                         | 4 nois                       |
| The Fox (What Does the Fox Say?)  | Ylvis                                                   | 1 noi / 2 noies              |
| Walk This Way                     | Run DMC & Aerosmith                                     | Noi                          |
| XMas Tree                         | Bollywood Santa                                         | 1 noi / 1 noia               |
| You Spin Me Round (Like a Record) | Dead Or Alive                                           | Noi                          |
| Papaoutai                         | Stromae                                                 | 2 nois                       |
| Bad Romance                       | Lady Gaga                                               | 3 noies                      |
| You’re On My Mind                 | Imposs feat. J. Perry                                   | 4 noies                      |

## Just Dance 2016[11]
El joc va sortir a la venda el 20 d'octubre del 2015 per a la Wii, WiiU, Xbox 360, Xbox One, PS3 y PS4. Cal destacar que aquest joc no compta amb DLC's, però té Just Dance Unlimited.
| Cançó                            | Artista                                                  | Número i sexe dels ballarins |
| -------------------------------- | -------------------------------------------------------- | ---------------------------- |
| All About That Bass              | Meghan Trainor                                           | Noia                         |
| Animals                          | Martin Garrix                                            | 2 nois                       |
| Balkan Blast Remix               | Angry Birds                                              | 4 nois                       |
| Blame                            | Calvin Harris feat. John Newman                          | Noi                          |
| Born This Way                    | Lady Gaga                                                | 1 noi / 2 noies              |
| Boys (Summertime Love)           | The Lemon Cubes (Original de Sabrina Salerno)            | 2 nois / 1 noia              |
| Chiwawa                          | Wanko Ni Mero Mero                                       | Noia                         |
| Circus                           | Britney Spears                                           | 4 noies                      |
| Cool for the Summer              | Demi Lovato                                              | Noia                         |
| Copacabana                       | Frankie Bostello (Original de Barry Manilow)             | 2 nois / 2 noies             |
| Drop The Mambo                   | Diva Carmina                                             | Noia o noi                   |
| Fancy                            | Iggy Azalea feat. Charli XCX                             | 3 noies                      |
| Fun                              | Pitbull feat. Chris Brown                                | Noia                         |
| Gibberish                        | Max Schneider                                            | 1 noi / 1 noia               |
| Hangover (BaBaBa)                | Buraka Som Sistema                                       | 1 noi / 1 noia               |
| Heartbeat Song                   | Kelly Clarkson                                           | Noia                         |
| Hey Mama                         | David Guetta feat. Nicki Minaj, Afrojack i Bebe Rexha    | 2 nois / 1 noia              |
| Hit the Road Jack                | Charles Percy (Original de Ray Charles)                  | 1 noi / 1 noia               |
| I Gotta Feeling                  | The Black Eyed Peas                                      | Noi                          |
| Levan Polkka                     | Hatsune Miku                                             | Noia                         |
| Irish Meadow Dance               | Orquesta O’Callaghan                                     | 2 nois / 2 noies             |
| I’m an Albatraoz                 | AronChupa                                                | Noia                         |
| Junto a ti                       | Violetta de Disney                                       | 3 noies                      |
| Kaboom Pow                       | Nikki Yanofsky                                           | Noia                         |
| Kool Kontact                     | Glorious Black Belts                                     | 2 nois                       |
| Let’s Groove                     | Equinox Stars (Original de Earth, Wind & Fire)           | 3 nois                       |
| Lights                           | Ellie Goulding                                           | Noia                         |
| No Control                       | One Direction                                            | 4 nois                       |
| Rabiosa                          | Shakira feat. El Cata                                    | Noia                         |
| Same Old Love                    | Selena Gomez                                             | 2 nois / 1 noia              |
| Stadium Flow                     | Imposs                                                   | Noi                          |
| Stuck on a Feeling               | Prince Royce                                             | Noi                          |
| Teacher                          | Nick Jonas                                               | Noi                          |
| The Choice is Yours              | Darius Dante Van Dijk                                    | Noi                          |
| These Boots Are Made for Walkin’ | The Girly Team (Original de Nancy Sinatra)               | Noia                         |
| This Is How We Do                | Katy Perry                                               | 4 noies                      |
| Under the Sea                    | La sirenita de Disney                                    | Noia                         |
| Uptown Funk                      | Mark Ronson feat. Bruno Mars                             | 2 nois / 2 noies             |
| Want to Want Me                  | Jason Derulo                                             | Noi                          |
| When The Rain Begins To Fall     | Sky Trucking (Original de Jermaine Jackson i Pia Zadora) | 1 noi / 1 noia               |
| William Tell (Apertura)          | Rossini                                                  | 2 nois                       |
| You Never Can Tell               | A. Caveman & The Backseats (Original de Chuck Berry)     | 1 noi / 1 noia               |
| You’re The One That I Want       | De Grease (John Travolta & Olivia Newton-John)           | 1 noi / 1 noia               |
| Улыбайся (SMILE)                 | IOWA                                                     | Noia                         |

## Just Dance 2017[12]
Va ser llançat al mercat el 25 d'octubre per a PS3, PS4, Wii, Wii U, Xbox One, Xbox 360 i PC. Cal destacar que va ser el primer Just Dance que va estar disponible per a consoles de tres generacions diferents: Wii, Wii U i Nintendo Switch, i l'únic que s'ha posat a la venda per Windows i MacOS.
| Cançó                            | Artista                                                        | Número i sexe dels ballarins |
| -------------------------------- | -------------------------------------------------------------- | ---------------------------- |
| All About Us                     | Jordan Fisher                                                  | 1 noi / 2 noies              |
| Bailar                           | Deorro feat. Elvis Crespo                                      | Noi                          |
| Bang                             | Anitta                                                         | Noia                         |
| Bonbon                           | Era Istrefi                                                    | Noia                         |
| Cake by the Ocean                | DNCE                                                           | Noi                          |
| Can’t Feel My Face               | The Weekend                                                    | Noi                          |
| Carnaval Boom                    | Latino Sunset                                                  | Noia                         |
| Cheap Trills                     | Sia feat. Sean Paul                                            | Noia                         |
| Cola Song                        | INNA feat. J Balvin                                            | Noia                         |
| Daddy                            | PSY feat. CL de 2NE1                                           | 1 noi / 2 noies              |
| Don’t Stop Me Now                | Queen                                                          | Noi                          |
| Don’t Wanna Know                 | Maroon 5                                                       | Noi                          |
| Dragostea din tei                | O-Zone                                                         | 3 nois                       |
| El Tiki                          | Maluma                                                         | 1 noi / 1 noia               |
| Ghost In The Keys                | Halloween Thrills                                              | 2 nois / 2 noies             |
| Groove                           | Jack & Jack                                                    | 2 nois                       |
| Hips Don’t Lie                   | Shakira feat. Wyclef Jean                                      | Noia                         |
| I Love rock ‘n Roll              | Fast Forward Highway (Original de Joan Jett)                   | Noia                         |
| Into You                         | Ariana Grande                                                  | Noia                         |
| Je sais pas danser               | Natoo                                                          | Noia                         |
| La Bicicleta                     | Carlos Vives & Shakira                                         | 1 noi / 1 noia               |
| Last Christmas                   | Santa Clones (Original de Wham!)                               | 1 noi / 1 noia               |
| Lean On                          | Major Lazer feat. MØ & DJ Snake                                | 2 nois / 2 noies             |
| Leila                            | Cheb Salama                                                    | Noia                         |
| Let Me Love You                  | DJ Snake feat. Justin Bieber                                   | 1 noi / 1 noia               |
| Like I Would                     | ZAYN                                                           | Noia                         |
| Little Swing                     | AronChupa feat. Little Sis Nora                                | 1 noi / 1 noia               |
| Oishii Oishii                    | Wanko Ni Mero                                                  | 1 noi / 1 noia               |
| Ona tańczy dla mnie              | Weekend                                                        | 1 noi / 1 noia               |
| PoPiPo                           | Hatsune Miku                                                   | 1 noi / 2 noies              |
| Radical                          | Dyro & Dannic                                                  | Noia                         |
| Run The Night                    | Gigi Rowe                                                      | Noia                         |
| Scream & Shout                   | will.i.am feat. Britney Spears                                 | 2 nois / 2 noies             |
| September                        | Equinox Stars (Original de Earth, Wind & Fire)                 | 2 nois / 1 noia              |
| Single Ladies (Put a Ring on It) | Beyoncé                                                        | Noia                         |
| Sorry                            | Justin Bieber                                                  | Noi                          |
| Te Dominar                       | Daya Luz                                                       | 2 nois / 1 noia              |
| Tico-Tico no Fubá                | The Frankie Bostello Orchestra (Original de Zequinha de Abreu) | 1 noi / 1 noia               |
| Titanium                         | David Guetta feat. Sia                                         | Noia                         |
| Watch Me (Whip/Nae Nae)          | Silentó                                                        | 3 nois / 1 noia              |
| What Is Love                     | Ultraclub 90 (Original de Haddaway)                            | Noi                          |
| Wherever I Go                    | OneRepublic                                                    | Noi                          |
| Worth It                         | Fifth Harmony feat. Kid Ink                                    | Noia                         |
| Имя 505                          | Vremya I Steklo                                                | Noia                         |

## Just Dance 2018[13]
És el novè joc de la saga i va ser posat a la venda el 24 d'octubre a América i el 26 d'octubre del 2017 a Europa per a PS3 (seria l'últim cop), PS4, Wii, Wii U, Nintendo Switch, Xbox One i Xbox 360.
| Cançó                                            | Artista                                                       | Número i sexe dels ballarins |
| ------------------------------------------------ | ------------------------------------------------------------- | ---------------------------- |
| 24K Magic                                        | Bruno Mars                                                    | 2 nois                       |
| All You Gotta Do (Is Just Dance)                 | The Just Dance Band                                           | Noi                          |
| Another One Bites the Dust                       | Queen                                                         | 2 nois / 2 noies             |
| Automaton                                        | Jamiroquai                                                    | Noi                          |
| Bad Liar                                         | Selena Gomez                                                  | Noia                         |
| Beep Beep I’m A Sheep                            | LilDeuceDeuce ft. BlackGryph0n & TomSka                       | Noi                          |
| Blow Your Mind (Mwah)                            | Dua Lipa                                                      | Noia                         |
| Blue (Da Ba Dee)                                 | Hit The Electro Beat (Original de Eiffel 65)                  | Noi                          |
| Boom Boom                                        | Iggy Azalea ft. Zedd                                          | 2 nois / 1 noia              |
| Bubble Pop!                                      | Hyuna                                                         | 3 noies                      |
| Carmen (Overture)                                | Just Dance Orchestra (Original de Georges Bizet)              | 2 nois                       |
| Chantaje                                         | Shakira ft. Maluma                                            | 1 noi / 1 noia               |
| Солнышко (Solnyshko)                             | DEMO                                                          | Noia                         |
| Daddy Cool                                       | Groove Century (Original de Boney M.)                         | Noi                          |
| Despacito                                        | Luis Fonsi ft. Daddy Yankee                                   | 2 nois / 2 noies             |
| Dharma                                           | Headhunterz & KSHMR                                           | Noi                          |
| Diggy                                            | Spencer Ludwig                                                | Noi                          |
| Fight Club                                       | Lights                                                        | Noia                         |
| Footloose                                        | Top Culture (Original de Kenny Loggins)                       | Noi                          |
| Got That                                         | Gigi Rowe                                                     | Noia                         |
| How Far I’ll Go                                  | Disney's Moana (Original de Auli'i Cravalho)                  | Noia                         |
| In the Hall of the Pixel King                    | Dancing Bros. (Original de Edvard Grieg/Ludwig van Beethoven) | Noi                          |
| Instruction                                      | Jax Jones ft. Demi Lovato & Stefflon Don                      | Noia                         |
| Itsy Bitsy Teenie Weenie Yellow Polka Dot Bikini | The Sunlight Shakers (Original de Brian Hyland)               | 1 noi / 1 noia               |
| John Wayne                                       | Lady Gaga                                                     | Noia                         |
| Just Mario (Wii)                                 | Ubisoft Meets Nintendo                                        | Noi                          |
| J’Suis Pas Jalouse                               | Andy Rowski                                                   | 1 noi / 1 noia               |
| Keep On Moving                                   | Michelle Delamor                                              | Noi                          |
| Kissing Strangers                                | DNCE ft. Nicki Minaj                                          | 2 nois                       |
| Love Ward                                        | Hatsune Miku                                                  | 2 nois / 1 noia              |
| Make It Jingle                                   | Big Freedia                                                   | Noi                          |
| New Face                                         | PSY                                                           | 1 noi / 2 noies              |
| Naughty Girl                                     | Beyoncé                                                       | Noia                         |
| Rockabye                                         | Clean Bandit ft. Sean Paul & Anne-Marie                       | 1 noi / 1 noia               |
| Risky Business                                   | Jorge Blanco                                                  | Noi                          |
| Sayonara                                         | Wanko Ni Mero Mero                                            | Noia                         |
| Shape of You                                     | Ed Sheeran                                                    | Noi                          |
| Slumber Party                                    | Britney Spears ft. Tinashe                                    | 4 noies                      |
| Side to Side                                     | Ariana Grande ft. Nicki Minaj                                 | Noia                         |
| Sugar Dance                                      | The Just Dance Band                                           | Noi                          |
| Swish Swish                                      | Katy Perry ft. Nicki Minaj                                    | 2 nois / 2 noies             |
| The Way I Are (Dance With Somebody)              | Bebe Rexha ft. Lil Wayne                                      | 4 nois / 1 noia              |
| Thumbs                                           | Sabrina Carpenter                                             | Noia                         |
| Tumbum                                           | Yemi Alade                                                    | 2 nois / 2 noies             |
| Waka Waka (This Time For Africa)                 | Shakira                                                       | 1 noi / 2 noies              |

## Just Dance 2019[14]
El joc va sortir al mercat el 23 d'octubre a América i el 25 d'octubre a Europa per PS4, Wii, Wii U, Nintendo Switch, Xbox One i Xbox 360. De fet, aquest va ser l'últim joc de la sèrie disponible per Xbox 360 i Wii U, com també l'últim videojoc per ambdues plataformes. A les versions de PlayStation 4 i Xbox One, cal destacar que el jugador pot utilitzar Just Dance Controller en un telèfon com a mètode alternatiu per jugar fins a 6 persones a la mateixa consola.
| Cançó                                           | Artista                                                                 | Número i sexe dels ballarins |
| ----------------------------------------------- | ----------------------------------------------------------------------- | ---------------------------- |
| A Little Party Never Killed Nobody (All We Got) | Fergie, Q-Tip & GoonRock                                                | Noi                          |
| Adeyyo                                          | Ece Seçkin                                                              | Noia                         |
| Bang Bang Bang                                  | BIGBANG                                                                 | 3 nois                       |
| Bum Bum Tam Tam                                 | MC Fioti, Future, J Balvin, Stefflon Don, Juan Magan                    | 1 noi / 1 noia               |
| Ça Plane Pour Moi                               | Bob Platino (Original de Plastic Bertrand)                              | Noi                          |
| Calypso                                         | Luis Fonsi ft. Stefflon Don                                             | Noia                         |
| DDU-DU DDU-DU                                   | BLACKPINK                                                               | 4 noies                      |
| Familiar                                        | Liam Payne & J Balvin                                                   | Noi                          |
| Finesse (Remix)                                 | Bruno Mars ft. Cardi B                                                  | 2 nois / 2 noies             |
| Fire                                            | LLP ft. Mike Diamondz                                                   | 2 nois                       |
| Fire On The DanceFloor                          | Michelle Delamor                                                        | Noia                         |
| Havana                                          | Camila Cabello                                                          | Noia                         |
| I Feel It Coming                                | The Weekend ft. Daft Punk                                               | Noi                          |
| I’m Still Standing                              | Top Culture (Original de Elton John)                                    | Noi                          |
| Mad Love                                        | Sean Paul & David Guetta ft. Becky G                                    | 1 noi / 1 noia               |
| Mama Mia                                        | Mayra Verónica                                                          | 2 noies                      |
| Make Me Feel                                    | Janelle Monáe                                                           | Noia                         |
| Mi Mi Mi                                        | Hit The Electro Beat (Original de Serebro)                              | 1 noi / 1 noia               |
| Miłość w Zakopanem                              | Sławomir                                                                | Noi                          |
| Narco                                           | Blasterjaxx & Timmy Trumpet                                             | Noi                          |
| New Reality                                     | Gigi Rowe                                                               | Noia                         |
| New Rules                                       | Dua Lipa                                                                | Noia                         |
| New World                                       | Krewella & Yellow Claw ft. VaVa                                         | Noia                         |
| No Tears Left To Cry                            | Ariana Grande                                                           | 2 noies                      |
| Not Your Ordinary                               | Stella Mwangi                                                           | 4 noies                      |
| Obsesión                                        | Aventura                                                                | 1 noi / 1 noia               |
| OMG                                             | Arash ft. Snoop Dogg                                                    | 3 nois                       |
| One Kiss                                        | Calvin Harris, Dua Lipa                                                 | Noia                         |
| Pac Man                                         | Dancing Bros (Original de Toshio Kai)                                   | 3 nois / 1 noia              |
| Rave in the Grave                               | AronChupa ft. Little Sis Nora                                           | 3 nois / 1 noia              |
| Rhythm of the Night                             | Ultraclub 90 (Original de Corona)                                       | Noia                         |
| Sangria Wine                                    | Pharrel Williams, Camila Cabello                                        | Noia                         |
| Shaky Shaky                                     | Daddy Yankee                                                            | Noi                          |
| Sugar                                           | Maroon 5                                                                | 1 noi / 1 noia               |
| Sweet Little Unforgettable Thing                | Bea Miller                                                              | Noia                         |
| Sweet Sensation                                 | Flo Rida                                                                | 3 nois / 1 noia              |
| Toy                                             | Netta                                                                   | Noia                         |
| Un Poco Loco                                    | Disney•Pixar's Coco (Original de Gael García Bernal y Anthony Gonzalez) | Noi                          |
| Water Me                                        | Lizzo                                                                   | Noi                          |
| Where Are You Now?                              | Lady Leshurr ft. Wiley                                                  | 3 noies                      |
| Work Work                                       | Britney Spears                                                          | 3 noies                      |

## Just Dance 2020[15]
El joc va sortir al mercat el 5 de novembre del 2019 per PS4, Wii, Nintendo Switch, Xbox One i Google Stadia. Així doncs, aquest va ser el primer Just Dance disponible per a la plataforma de streaming Google Stadia, però també l'últim joc oficial de Wii.
| Cançó                                  | Artista                                                   | Número i sexe dels ballarins |
| -------------------------------------- | --------------------------------------------------------- | ---------------------------- |
| 365                                    | Zedd & Katty Perry                                        | Noia                         |
| 7 Rings                                | Ariana Grande                                             | Noia                         |
| Always Look On The Bright Side Of Life | The Frankie Bostello Orchestra (Original de Monty Python) | 3 nois / 1 noia              |
| Baby Shark                             | Pinkfong                                                  | 1 noi / 1 noia               |
| Bad Boy                                | Riton & Kah-Lo                                            | 2 noies                      |
| bad guy                                | Billie Eilish                                             | Noia                         |
| Bangarang                              | Skirllex feat. Sirah                                      | Noi                          |
| Bassa Sababa                           | Netta                                                     | Noia                         |
| Con Altura                             | Rosalía feat. J Balvin & El Guincho                       | Noia                         |
| Con Calma                              | Daddy Yankee feat. Snow                                   | 2 nois                       |
| Everybody (Backstreet’s Back)          | Millennium Alert (Original de Backstreet Boys)            | 4 nois                       |
| Fancy                                  | Twice                                                     | 3 noies                      |
| Fancy Footwork                         | Chromeo                                                   | Noi                          |
| Fit But You Know It                    | The Streets                                               | Noi                          |
| Get Busy                               | Koyotie                                                   | 2 noies                      |
| God Is a Woman                         | Ariana Grande                                             | Noia                         |
| High Hopes                             | Panic! at the Disco                                       | 1 noi / 1 noia               |
| I’m the Best                           | 2NE1                                                      | 3 noies                      |
| I Don’t Care                           | Ed Sheeran feat. Justin Bieber                            | Noi                          |
| I Like It                              | Cardi B, Bad Bunny & J Balvin                             | 2 nois / 1 noia              |
| Infernal Galop (Can-Can)               | The Just Dance Orchestra (Original de Jacques Offenbach)  | 2 noies                      |
| show y tell                            | Melanie Martínez                                          | Noia                         |
| Just an Illusion                       | Equinox Stars (Original de Imagination)                   | 2 nois                       |
| Keep in Touch                          | JD McClary                                                | Noi                          |
| Kill This Love                         | Blackpink                                                 | 4 noies                      |
| Le Bal Masqué                          | Dr. Creole (Original de La Compagnie Créole)              | 2 nois / 2 noies             |
| Mà Itù                                 | Stella Mwangi                                             | Noia                         |
| My New Swag                            | VAVA feat. Ty. & Nina Wang                                | Noia                         |
| Old Town Road (Remix)                  | Lil Nas X feat. Billy Ray Cyrus                           | Noi                          |
| Policeman                              | Eva Simons feat. Konshens                                 | 2 nois / 1 noia              |
| Rain Over Me                           | Pitbull feat. Marc Anthony                                | Noia                         |
| Skibidi                                | Little Big                                                | 1 noi / 1 noia               |
| Só Depois do Carnaval                  | Lexa                                                      | Noia                         |
| Soy Yo                                 | Bomba Estéreo                                             | Noia                         |
| Stop Movin’                            | Royal Republic                                            | 2 nois / 1 noia              |
| Sushi                                  | Merk & Kremont                                            | Noi                          |
| Taki Taki                              | DJ Snake feat. Selena Gomez, Ozuna & Cardi B              | Noia                         |
| scuse me                               | lizzo                                                     | 2 noies                      |
| The Time (Dirty Bit)                   | The Black Eyed Peas                                       | 2 nois / 2 noies             |
| truth hurts                            | lizzo                                                     | Noia                         |
| Djadja                                 | Aya Nakamura                                              | Noia                         |
| La Respuesta                           | Becky G feat. Maluma                                      | 1 noi / 1 noia               |
| Talk                                   | Khalid                                                    | 1 noi                        |
| Tel-Aviv                               | Omer Adam feat. Arisa                                     | 3 nois                       |
| Ugly Beauty                            | Jolin Tsai                                                | 3 noies                      |
| Vodovorot                              | XS Project                                                | 1 noi                        |

## Just Dance 2021[16]
Va ser llançat al mercat el 12 de novembre del 2020 per PS4, Nintendo Switch, Xbox One, Google Stadia, PS5 i Xbox Series X|S.
| Cançó                         | Artista                                           | Número i sexe dels ballarins |
| ----------------------------- | ------------------------------------------------- | ---------------------------- |
| Adore You                     | Harry Styles                                      | Noi                          |
| Alexandrie Alexandra          | Claude François (Jérôme Francis)                  | 1 noi / 2 noies              |
| All The Good Girls Go to Hell | Billie Eilish                                     | Noia                         |
| Bailando                      | Paradisio feat. Dj Patrick Samon                  | Noia                         |
| Blinding Lights               | The Weekend                                       | Noi o noia                   |
| Boy, You Can Keep It          | Alex Newell                                       | Noia                         |
| Buscando                      | GTA & Jenn Morel                                  | Noia                         |
| Dance Monkey                  | Tones and I                                       | Noia                         |
| Dibby Dibby Sound             | Dj Fresh & Jay Fay feat. Ms. Dynamite             | 2 nois                       |
| Don’t Start Now               | Dua Lipa                                          | Noia                         |
| Feel Special                  | Twice                                             | 3 noies                      |
| Georgia                       | Tiggs Da Author                                   | Noi                          |
| Get Get Down                  | Paul Johnson                                      | 4 nois                       |
| Heat Seeker                   | Dreamers                                          | Noi                          |
| Ice Cream                     | Blackpink & Selena Gomez                          | 4 noies                      |
| In the Navy                   | The Sunlight Shakers (Original de Village People) | 4 nois                       |
| Joone Khodet                  | Black Cats                                        | 2 nois                       |
| Juice                         | Lizzo                                             | 1 noi / 2 noies              |
| Kick It                       | NCT 127                                           | 4 nois                       |
| Kulikitaca                    | Toño Rosario                                      | Noia                         |
| Lacrimosa                     | Apashe                                            | Noi                          |
| Magenta Riddim                | DJ Snake                                          | Noi                          |
| Paca Dance                    | The Just Dance Band                               | 1 noi / 1 noia               |
| Que Tire Pa Lante             | Daddy Yankee                                      | 4 noies                      |
| Rain on Me                    | Lady Gaga & Ariana Grande                         | 1 noi / 2 noies              |
| Rare                          | Selena Gomez                                      | Noia                         |
| Runaway (U & I)               | Galantis                                          | 2 nois                       |
| Samba de Janeiro              | Ultraclub 90 (Original de Bellini)                | 2 nois / 1 noia              |
| Say So                        | Doja Cat                                          | 2 noies                      |
| Señorita                      | Shawn Mendes & Camila Cabello                     | 1 noi / 1 noia               |
| Temperature                   | Sean Paul                                         | 2 nois / 2 noies             |
| The Other Side                | SZA x Justin Timberlake                           | Noi                          |
| The Weekend                   | Michael Gray                                      | 2 nois                       |
| Till the World Ends           | The Girly Team (Original de Britney Spears)       | Noia                         |
| Uno                           | Little Big                                        | 2 nois / 2 noies             |
| Volar                         | Lele Pons feat. Susan Díaz & Victor Cardenas      | Noia                         |
| Without Me                    | Eminem                                            | 2 nois / 1 noia              |
| Yameen Yasar                  | DJ Absi                                           | 1 noi / 2 noies              |
| YO LE LLEGO                   | Bad Bunny                                         | 2 nois                       |
| You’ve Got a Friend in Me     | Randy Newman (Disney•Pixar’s Toy Story)           | Noi                          |
| Zenit                         | ONUKA                                             | Noia                         |